# Basketboll (boll)

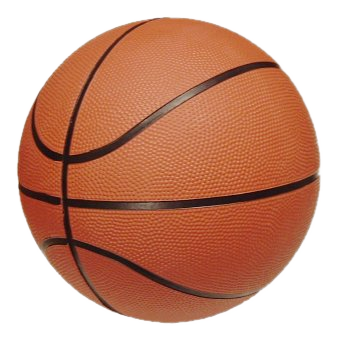
Basketboll.

En basketboll är en boll som används när man spelar basket.
En standardbasketboll är cirka 725–780 millimeter i omkrets, beroende på om det är kvinnor eller män som spelar och/eller vilket internationellt förbund som bestämmer reglerna. En basketboll är oftast gjord av gummi, syntet-/kompositläder eller läder. Bollen har oftast 8 paneler och bra grepp för att kunna dribbla fort med och som gör att riktningen ofta kan ändras.
De officiella reglerna enligt Svenska Basketbollförbundet är: bollstorlek 7 för herrar och pojkar 15 år och äldre, storlek 6 för damer, flickor 13 år och äldre samt pojkar 13–14 år, storlek 5 för flickor och pojkar 12 år och yngre.